# كتابيه
كتابيه «النشأة وسنوات الدبلوماسية» كتاب من تأليف عمرو موسى صدر عام 2017 عن «دار الشروق» في 658 صفحة  من تحرير وتوثيق الكاتب الصحفي خالد أبو بكر. صدر منها في 4 طبعات  وهو الكتاب الأول من سلسلة تحوي ثلاث كتب  ويصف المهندس إبراهيم المعلم صاحب «دار الشروق» سطور عمرو موسى في هذه الكتب بوصفها نبضات حياة ودفقات فكر بأسلوب سلس رشيق وجذاب تتجسد فيه متعة القراءة من السطر الأول إلى الأخير، وبالإضافة إلى ذلك يقدم منهجا جديدا في كتابة المذكرات في العالم العربي لا يعتمد فقط على الذاكرة البشرية، التي تقف - دون شك - عند حدود بعينها، وينتابها الكثير من عوامل التعرية، اقلها الخلط والخطأ والنسيان.

## محتوى الكتاب
القسم الأول: من محلة مرحوم إلى نيويورك
الفصل الأول: طفولة في رحاب الوفد
الفصل الثاني: مرح الصبا
الفصل الثالث: من المحاماة إلى الخارجية
الفصل الرابع: لقائي مع عبد الناصر
الفصل الخامس: حلم العمل بالأمم المتحدة
الفصل السادس: انتصار أكتوبر 1973
الفصل السابع: السلام.. توارد مع أفكار السادات
الفصل الثامن: انسحاب تكتيكي وعودة مظفرة
الفصل التاسع: الحرب الدبلوماسية ضد جبهة الرفض
الفصل العاشر: ترقية استثنائية
الفصل الحادي عشر: السادات والخارجية وأنا
الفصل الثاني عشر: قصتي مع أنديرا غاندي
الفصل الثالث عشر: اشتباك مع السوريين واقتراب من مبارك
الفصل الرابع عشر: المندوب الدائم لمصر في الأمم المتحدة
الفصل الخامس عشر: الغزو العراقي للكويت وتصدع النظام العربي
القسم الثاني: عشر سنوات على رأس الدبلوماسية المصرية
الفصل الأول: تعييني وزيراً للخارجية
الفصل الثاني: إعادة هيكلة وزارة الخارجية
الفصل الثالث: تنظيم التعامل بين الخارجية والمخابرات العامة
الفصل الرابع: إدخال الدائرة المتوسطية إلى دوائر السياسة الخارجية المصرية
الفصل الخامس: مد الجذور مع العالم العربي
الفصل السادس: مصر والقضية الفلسطينية: مؤتمر مدريد 1991
الفصل السابع: من أوسلو إلى شرم الشيخ 2000
الفصل الثامن: مكافحة الشرق أوسطية والهرولة
الفصل التاسع: ملاحقة البرنامج النووي الإسرائيلي
الفصل العاشر: تاريخ من المواجهات مع إسرائيل
الفصل الحادي عشر: عن العلاقات المصرية – الأمريكية
الفصل الثاني عشر: تفاعلات الإقليم.. مصر وإيران وتركيا
الفصل الثالث عشر: العلاقات المصرية - الأفريقية ومعركة الكوميسا
الفصل الرابع عشر: حسني مبارك
الفصل الخامس عشر: علاقتي برؤساء الحكومات المصرية
الفصل السادس عشر: العلاقة مع بعض الزملاء.. خصوصيتها وطرائفها
الفصل السابع عشر: أسرتي الصغيرة
الفصل الثامن عشر (الأخير): الرحيل من وزارة الخارجية
تعبيرات شكر خاص
المراجع
ملحق الصور 

## ملخص الكتاب
يبدأ عمرو موسى بالسؤال: لماذا يكتب بعض المشاهير مذكراتهم؟ ويجيب موسى: «إنني فكرت مرارا في أن اكتب مذكراتي، ولم يسعفني الوقت، إذ بدأت في هذا التفكير فور أن تركت وزارة الخارجية في عام 2001، إلا أن أعباء الجامعة العربية واستعادة حيويتها ومشكلات العالم العربي شغلت وقتي كله. ثم تكرر الموقف عندما تركت الجامعة العربية ولم يسعفني الوقت أيضا إذ اندمجت في العمل السياسي المصري بعد ثورة يناير 2011، وترشحي لرئاسة الجمهورية، ثم في المشاركة النشطة في مجال المجتمع المدني والسياسي العربي والدولي»، ويضيف: «لكنني كنت دائما أفكر في ضرورة وأهمية كتابة هذه المذكرات التي يجب ان تشتمل على آراء وتحليلات وتوصيات ينتظرها القارئُ من المخضرمين الذين أصبحت واحدا منهم»، ويكمل عمرو موسى: «ظل هذا مجرد تفكير إلى أن توفي أسامة الباز – رحمه الله- دون مذكرات. كنت على رأس من حزنوا عليه، وأسفوا في الوقت ذاته لأنه لم يكتب مذكراته وهو قد كان صاحب دور رئيسي في مسار الدبلوماسية المصرية، وبصفة خاصة منذ مبادرة الرئيس السادات بزيارة القدس سنة 1977، مرورا بمباحثات كامب ديفيد ومشاركته الفاعلة والرئيسية في صياغة وثائقها، ثم أصبح في عهد الرئيس مبارك مستشارا ذا مقام خاص»، ويتابع قائلاً: «نبهني إلى ذلك، وتحدث إليّ كثيرون... إن من واجبك أن تكتب وألا تكرر مأساة أسامة الباز، وبدأت اقتنع، خصوصا أن المسار الذي سرت فيه يتميز عن مسار أسامة بتنوعه، ما بين أحداث مصر، والوضع في العالم العربي، والتطورات في منطقة الشرق الأوسط، والآفاق الجديدة في مجال البحر المتوسط، بالإضافة إلى التطورات العالمية، وتأثيراتها علينا لا سيما من خلال عملي الممتد في مجال الأمم المتحدة والدبلوماسية متعددة الأطراف، وبالفعل اتخذت القرار وتوكلت على الله... سوف اكتب مذكراتي.»
يستطرد موسى: «طبيعي أن يكون أكثر ما سيطر على تفكيري فور تعييني وزيرا للخارجية في 20 مايو 1991 هو إعادة مصر لمكانها الطبيعي في قلب العالم العربي، وهو مكان لا يستطيع أحد أن يملأه غيرها. كانت سنوات تعليق عضوية مصر في الجامعة العربية بسبب توقيع اتفاقية السلام مع إسرائيل تلقي بظلالها على طبيعة الحضور المصري في العمل العربي المشترك وآثاره الإقليمية خلال تلك الفترة، فبرغم عودة الجامعة العربية إلى القاهرة، وانتهاء مقاطعة مصر، كنت أشعر أن عودتها لم تكتمل بعد، وأنه ينقصها اتخاذ موقف قوي يجتمع العرب حوله، وخطة يجري تنفيذها باسمهم. رأيت ان دعم ومساندة الحقوق الفلسطينية خلال هذه الفترة لم يكونا على المستوى المطلوب من الجميع، وأنه يجب إحداث حركة في هذا الملف قل سواه»، يشير موسى إلى مشاهد التفكك والانهيار في العالم العربي ويقول: «ينتابني شعور قوي بانه كلما حرصت مصر على تأكيد عروبتها وقوميتها وانتماء شعوب هذه المنطقة على اختلاف دولها إلى تاريخ مشترك ومستقبل مشترك، أصرت قوى معادية للعرب- كانت وستظل تاريخيا كذلك- على تمزيق صفوفهم وإغراقهم في صراعات لا تنتهي، طائفية، ومذهبية، بل حتى قبلية في أكثر الأحيان»، ويواصل: «عبارة نحن العرب كانت بداية قوية وجيدة للغاية قدمت بها نفسي للملوك والرؤساء العرب، والأهم منهم الرأي العام العربي»، وقد كان الرئيس حسني مبارك سعيدا جدا لكلمة عمرو موسى أمام مؤتمر مدريد، وتلقى بشأنها مكالمات مؤيدة من عدد من الرؤساء والساسة العرب، لكن موسى يقول إن مبارك اعتبرها مجرد كلمة جيدة، في حين اعتبرتها أنا سياسة.. قلت «نحن العرب» سياسة اتبعها، وليس لمجرد الاستعراض اللغوي.

## عمرو موسى وشعبان عبد الرحيم
يقول موسى: "كل الشواهد في سنة 2000 كانت تشیر إلى أن أیامي باتت معدودة على رأس الدبلوماسیة المصریة، غیر أن هناك بعض الأحداث التي عجلت برحیلي من الوزارة؛ منها ما یتسم بالطرافة، كما الحال في أغنیة المطرب الشعبي شعبان عبد الرحیم، الذي أصدر في هذا العام وفي ظل أجواء مشحونة بسبب الانتفاضة الفلسطینیة الثانیة (انتفاضة الأقصى) أغنیته الشهیرة التي یقول ویكرر في أكثر من مقطع منها "بحب عمرو موسى.. وبكره إسرائیل"، وقد أعطت هذه الأغنیة كمیة كبیرة من الذخیرة لكل من أراد التصویب على وزیر الخارجیة، الذي یتردد اسمه في الأغنیات، التي تنتشر كالنار في الهشیم بین الشباب في مختلف أرجاء الوطن العربي، ویغنیها الناس في أفراحهم. لم یسبق أن جاء اسم مسئول - في حدود ما أعرف - في أغنیة بخلاف رئیس الجمهوریة في تاریخ مصر، فكیف یحدث أن یأتي "حب عمرو موسى مقترًنا بكره إسرائیل؟" لم أسمع أغنیة شعبان عبد الرحیم أو "شعبولا" فور صدورها، لكن ما لفت انتباهي إلیها هو الاعتراضات الإسرائیلیة علیها. وفي الحقیقة لم أقابل صدورها بشيء من الضیق أو الضجر، برغم علمي بأنها ستفتح علي أبواب جهنم. أتى لي صدیق بهذه الأغنیة، وبینما كنا نسمعها مًعا، صاح هذا الصدیق فجأة: "الله یخرب بیتك یا شعبان یا عبد الرحیم. الموضوع كده هیخلص بسرعة یا عمرو بیه"؛ في إشارة إلى أن أیامي باتت معدودة في الوزارة. ضحكت من كلام الصدیق، وقلت له: یا رجل، عشر سنوات لي في الوزارة كافیة جدا. ویاللروعة عندما أنهیها على نغمات اللحن شبه الوحید لشعبان عبد الرحیم (إیییه)، ورحنا في نوبة من الضحك على هذه الأغنیة وصداها على المستویین الشعبي والرسمي.
تسببت أغنية شعبان عبد الرحيم في شهرة خاصة للدبلوماسي عمرو موسى: "لا أستطیع أن أصف صدى كلمات هذه الأغنیة في الوسط الدبلوماسي العربي والعالمي، فلم أقابل وزیًرا أو مسئولا إلا ویقول لي: "بحب عمرو موسى". أذكر أنني التقیت ذات مرة بعدد من وزراء الخارجیة الكبار في أوروبا، الذین راحوا یمزحون معي في موضوع الأغنیة. قال لي أكثر من واحد منهم والضحكات تتطایر من أفواههم (Your days are numbered) أي أيامك في وزارة الخارجية باتت معدودة. كنت أرد عليهم بضحك أيضا قائلاً: " (Your days are also numbered) أي: أیامكم أیضا معدودة. فیقولون: كیف؟ أقول لهم: بالدیمقراطیة أما أنا فأیامي معدودة بالأغنیة. لقد أضحت هذه الأغنیة جزًءا من الحدیث الدبلوماسي العالمي، بشأن ما یجري في مصر، ولأن كل الدول المهتمة بمصر على درایة بأوضاعنا الداخلیة من تألیه للحاكم الفرد، وعدم السماح لشخص غیره بالبروز والظهور، فقد أجمع الكل على أن "وزیر الخارجیة سیغادر منصبه بعد أن أحبه المصریون، وورد اسمه في أغنیة شعبیة یحبها ویرددها الناس. ظلت عبارة "بحب عمرو موسى.. وبكره إسرائیل" تلازمني حتى بعد أن غادرت وزارة الخارجیة، ففي أثناء وجودي أمیناً عاما للجامعة العربیة، وخلال زیارتي لأمریكا الجنوبیة، في الأرجنتین تحدیًدا فوجئت بأحد الدبلوماسیین هناك یقابلني ضاحكاً، وهو یرِّدد بالعربیة: "بهب عمرو موسى.. وبكره إسرائیل". تكرر نفس الأمر مع رئیس الوزراء المالیزي الأسبق، عبد االله أحمد عندما التقیته لأول مرة، إذ بادرني بتردید نفس المقطع: "بهب عمرو موسى وبكره إسرائیل". وبعد أكثر من 15 سنة على صدور الأغنیة تكرر الأمر مع العاهل السعودي؛ الملك سلمان بن عبد العزیز، في أثناء زیارته لمصر یوم 9 إبریل 2016، فعندما تقابلنا في حفل العشاء الذي أقامه في السفارة السعودیة بالقاهرة، ابتسم وبادرني بقوله: "بحب عمرو موسى.. وبكره إسرائیل".
لقاء المغني بالدبلوماسي: "لم أر شعبان عبد الرحیم إلا بعد ثلاث سنوات تقریًبا من صدور الأغنیة، وأنا أمین عام جامعة الدول العربیة؛ حیث تصادف أن كان موجوًدا في حفل دعتني إلیه السفارة المغربیة في القاهرة، وبمجرد أن رآني حتى أخذني بالأحضان، وانتشرت هذه الصورة في الصحف والمجلات وقتها، ومن یومها صارت بیني وبین الرجل صلة لطیفة، وعندما توفیت زوجته حرصت على أن أقدم له واجب العزاء، وعندما ذهبت في أثناء الحملة الانتخابیة لانتخابات الرئاسة سنة 2012 إلى المنطقة التي یسكن فیها، كان على رأس من استقبلوني بحفاوة.

## نقد وتعليقات
كتب محمد حسين على موقع صحيفة الشروق في 12 أبريل 2022: "بدأ موسى بشرح الأسباب التي رآها سببا في اختياره للوزارة، قائلا: "أعتقد أن أدائي خلال القمة العربية الطارئة التي انعقدت في 10 أغسطس 1990؛ بسبب الغزو العراقي للكويت، رسّخ اقتناع الرئيس مبارك باختياري لتولي منصب وزير الخارجية، وأعتقد أنه تابعني أو اختبرني قبل ذلك بفترة، سواء عندما كلفني مباشرة بالتمهيد لإنهاء عضوية مصر في (مجلس التعاون العربي)، وأنا لم أزل مديرًا للهيئات الدولية، واجتماعه بي بحضور رئيس الوزراء الدكتور عاطف صدقي، في هذا الشأن، من دون حضور وزير الخارجية (عصمت عبدالمجيد)، أو وزير الدولة (بطرس غالي)، أو من خلال أدائي في قمة بغداد التي انعقدت في مايو 1990، أو القمة الإسلامية في الكويت عام 1987، أو مما سمعه خلال فترة (الجهاد الكبير) لمنع عزلة مصر دوليًّا بعد توقيع اتفاقية (كامب ديفيد)، ونجاح الخارجية المصرية في ذلك"،  
كتب إسماعيل الأشول على موقع الشروق وموقع المشهد في 3 مارس 2020: "في قراءته للرئيس الراحل يقرر عمرو موسى، أن الرجل كان "دكتاتورا" مثل سلفيه جمال عبدالناصر وأنور السادات، "ابتعد بالبلاد عن الديمقراطية، وتعامل مع مصر بقبضة قوية أدت إلى الكثير من الأخطاء في الحكم ما أدى إلى غضب قطاعات واسعة من الشعب. حسنى مبارك كان متواضعا في طموحاته، ليس مستعدا لأن يدخل في أي مغامرة عسكرية ضد إسرائيل، ولم يكن مستعدا للمزايدة على العرب، وبالذات المملكة العربية السعودية أو على الوسط الخليجى كله. ومنذ أول أيامه وهو يجنح للسلم، ومنطقه في ذلك يمكن فهمه؛ فالأرض قد استردت، وما بقى منها يمكن استكمال استرداده بالعلاقة الطيبة مع الغرب وكذلك مع إسرائيل."
كتبت سارة عبد المنعم على موقع الروية في 31 مارس 2020: «أن الجلوس في المنزل فرصة جيدة لأنه يقتنص هذا الوقت للقراءة، والانتهاء من أمور لم يكن يتوفر وقت في السابق لإنهائها، مشيراً إلى أنه متفرغ الآن للانتهاء من الجزء الثاني من مذكراته بعنوان» كتابيه«، والتي صدر منها الجزء الأول تحت هذا العنوان، عن دار الشروق المصرية. وكشف الدبلوماسي المخضرم أن الجزء الثاني من الكتاب يتناول تاريخه مع جامعة الدول العربية، حيث يتطرق لحقبة توليه منصب الأمين العام، وجولاته وقراراته ولقاءاته خلال هذه الفترة، وما انتابها من أحداث مختلفة، فضلاً عن علاقات الدول بعضها ببعض خلال هذه الحقبة داخل الجامعة.»

## وصلات خارجية
- https://library.pass.ps/book-17139-en.html كتابيه
- http://opac.birehlibrary.ps/records/1/115013.aspx نسخة محفوظة 28 أغسطس 2022 على موقع واي باك مشين. كتابيه
- https://www.elmashhad.online/Post/details/120226 كتابيه
- https://www.goodreads.com/ar/book/show/36240184 كتابيه
- https://www.youtube.com/watch?v=jF6N2OKo8rk كتابيه